# Nikon Z f
La Nikon Z f és una càmera sense mirall Full Frame fabricada per Nikon. Aquesta, va ser anunciada el 20 de setembre de 2023 amb un preu de venda suggerit de 2550€ només el cos i 2799€ amb el 40mm f/2 SE.

## Característiques
La Z f és una càmera de fotograma complet que incorpora amb el mateix sensor BSI-CMOS de 24,5 Mpx que utilitza a la Nikon Z 6 II. Té un sistema d'enfocament automàtic de detecció de fase de 273 punts i pot disparar fins a 10 fotogrames per segon en mode normal i 14 fotogrames per segon en mode expandit.

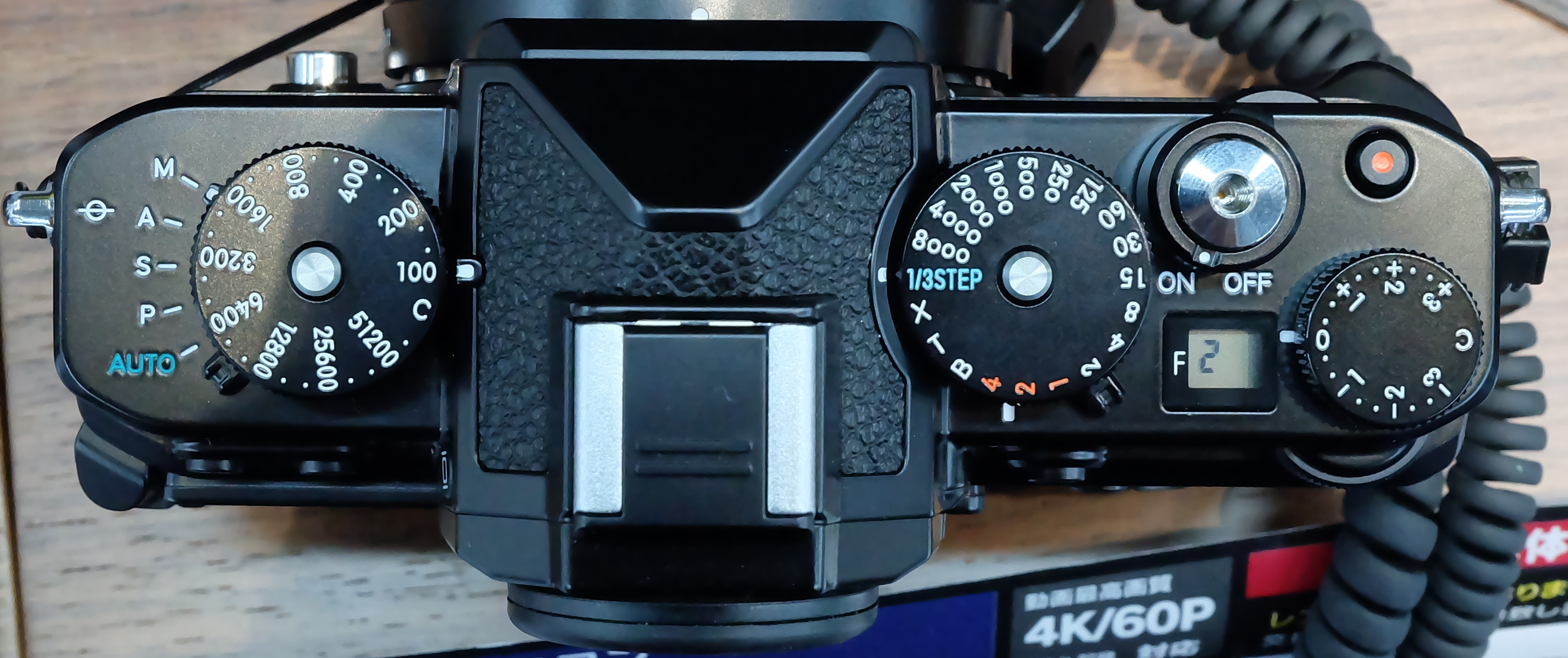
Dials de la Nikon Z f

El disseny de càmera es basa en el Nikon FM2 de pel·lícula. Això també es reflecteix en el funcionament. Per exemple, el temps d'exposició es pot seleccionar mitjançant un dial etiquetat, com era habitual amb les càmeres SLR de 35mm. La Nikon Z f està disponible en set colors (negre, blau anyil, marró sèpia, vermell borgonya, taronja posta de sol, verd molsa i gris pedra).
Tot i que s'assembla molt a la Nikon Z fc, que també es basava en el disseny de la clàssica Nikon FM2, el nou model incorpora un sensor de fotograma complet, mentre que la Z fc n'incorpora un APS-C entre d'altres moltes millores. També té semblança amb la Nikon Df, la qual per això és una càmera reflex amb aspecte clàssic, inspirada amb la Nikon F3.
La Z f és la primera càmera de la gamma Nikon que permet la captura de desplaçament de píxels, podent així produir imatges de fins a 96 megapíxels fent diverses fotografies (32 per a 96 megapíxels) en ràpida successió mentre el sensor es desplaça píxel a píxel.
El cos, la placa superior i la placa inferior de la càmera estan fabricades d'aliatge de magnesi i en algunes zones s'utilitzen plàstics. La diferència principal amb la Z fc és que s'usa llautó per als dials superiors en lloc d'alumini. La lent del kit per a la Z f inclou un Nikkor Z 40 mm f/2 (edició especial) dissenyat per adaptar-se al cos.
La càmera és la primera de Nikon a implementar una configuració dual SD/Micro-SD. El processador d'imatge també s'ha actualitzat a Expeed 7, i el sistema d'enfocament automàtic és el mateix que el de les Nikon Z 8 i Z 9.
El 25 de setembre de 2023, Nikon va anunciar que s'espera que la Z f el lliurament es retardés per a alguns clients a causa d'un volum de comandes inesperat.
Les seves característiques més destacades són:
- Sensor d'imatge CMOS Full Frame de 24,5 megapíxels
- Processador d'imatge Expeed 7
- 273 punts d'autoenfocament
- Detecció per a 9 tipus de subjectes
- Estabilitzador d'imatge de 8 passes
- Disparo continu de 14 fotogrames per segon (10 fps en mode normal)
- Sensibilitat ISO 100 - 25600 (ampliable fins a L:50 i H: 204.800)
- Gravació de vídeo: 4k a 60/50 fps (PAL / NTSC), i Full HD 1080p fins a 120/100 fps
- Pantalla LCD de 3,0" de 2.100.000 píxels abatible i tàctil
- Connexió Bluetooth i Wi-Fi
- Bateria EN-EL15c
- Entrada de Jack de 3,5mm per a micròfons externs o gravadores

## Inclòs a la caixa
- Cos de la Nikon Z f[13]
- Corretja AN-DC27
- Bateria EN-EL15c
- Ocular DK-33
- Cable USB UC-E25
- Tapa de sòcol BS-1
- Tapa del cos BF-N1